# HD 93070
HD 93070，又名CP-59 2532，SAO 251090、HR 4200，是一颗恒星，视星等为4.57，位于銀經287.84，銀緯-1.5，其B1900.0坐标为赤經10h 39m 43.8s，赤緯-60° -1.5′ 32″。